# Приходько, Клим Геннадьевич
Клим Генна́дьевич Прихо́дько (укр. Клім Геннадійович Приходько; род. 9 февраля 2000, Кривой Рог, Днепропетровская область) — украинский футболист, полузащитник клуба «Левый берег». Сын украинского тренера Геннадия Приходько.

## Клубная карьера
Родился в Кривом Роге. Воспитанник молодежной академии днепропетровского «Днепра», за которую выступал до 2015 года. Затем перешел в «Динамо», за которое выступал в ДЮФЛУ. В конце июля 2017 переведен в юношескую команду «Динамо», за которую провел 12 матчей в чемпионате. 27 сентября 2017 года дебютировал за «Динамо» в Юношеской лиге УЕФА в ничейном (2:2) выездном поединке против миланского «Интера». Клим вышел на поле на 70-й минуте, заменив Богдана Белошевского. 31 декабря 2017 года у игрока завершился контракт с киевским клубом, а уже 5 января 2018 года он перебрался в «Шахтёр». В сезоне 2018/19 годов выступал преимущественно за юношескую команду «горняков», а 18 мая 2019 дебютировал в молодёжной команде «Шахтёра». Также в указанном сезоне провел 5 матчей в Юношеской лиге УЕФА. В преддверии старта сезона 2019/20 годов переведен в молодёжную команду «Шахтёра», за которую в первой половине сезона сыграл 15 матчей и отличился 6-ю голами.
В конце февраля 2020 до завершения сезона отправился в аренду в «Ворсклу». Однако заиграть в полтавском клубе Приходько не удалось, к завершению сезона 2019/20 годов он сыграл всего 2 матча за молодежную команду «Ворсклы». В начале июля 2019 отправился в 1-летнюю аренду в «Мариуполь». Однако в составе «приазовцев» не сыграл ни одного официального матча. В начале октября 2020 года «Шахтёр» досрочно разорвал арендное соглашение и вернул игрока в молодёжную команду. К завершению сезона 2020/21 годов в молодежном чемпионате отличился 6-ю голами в 18-ти матчах.
В начале августа 2021 отправился в 1-летнюю аренду в «Кривбасс», по завершении которой криворожцы имеют возможность выкупить контракт игрока. За новую команду дебютировал 1 августа 2021 в победном (1:0) выездном поединке 2-го тура Первой лиги Украины против тернопольской «Нивы». Клим вышел на поле на 82-й минуте, заменив Алексея Хобленко.
7 января 2023 года вернулся в ряды «Кривбасса», подписав контракт с криворожцами сроком на 3 года.

## Карьера в сборной
Выступал за юношеские сборные Украины разных возрастов.

## Достижения
«Кривбасс»
- Бронзовый призёр чемпионата Украины: 2023/24